# Hydaphias helvetica
Hydaphias helvetica är en insektsart. Hydaphias helvetica ingår i släktet Hydaphias och familjen långrörsbladlöss. Inga underarter finns listade i Catalogue of Life.